# 에글리자우-노이하우젠 철도 노선
에글리자우-노이하우젠 철도 노선은 독일과 스위스의 국경을 넘는 철도 노선이다. 이 노선은 스위스 취리히주의 에글리자우와 스위스 샤프하우젠주의 샤프하우젠시를 연결하며, 그 사이에 있는 독일 바덴뷔르템베르크주의 약 8km를 건너고 있다. 따라서 독일-스위스 국경을 두 번 횡단한다. 노선은 17.88km 길이의 표준궤이며, 가공 전차선에서 공급되는 15kV 16.7Hz AC로 전철화된다. 단선과 복선 구간의 혼합으로 구성된다.

## 역사
샤프하우젠은 1857년 라인팔 철도(Rheinfall Railway)의 개통과 함께 스위스 철도 시스템에 처음 연결되었다. 이 노선은 전적으로 스위스 영토에 있었고, 빈터투어로 직접 연결되는 노선을 제공했지만, 스위스의 나머지 지역과 고트하르트 철도로 가는 다소 간접적인 노선만 제공했다. 따라서 스위스 북동부 철도는 1897년에 개통된 에글리자우에서 노이하우젠 노선을 건설했다. 이 노선의 건설에는 노선의 남쪽 끝에서 라인강을 가로지르는 439m 에글리자우 철교를 비롯한 여러 토목 공학 구조물의 건설이 포함되었다. 선로의 북쪽 끝에는 길이가 112m와 144m인 두 개의 터널이 필요했다.

## 노선

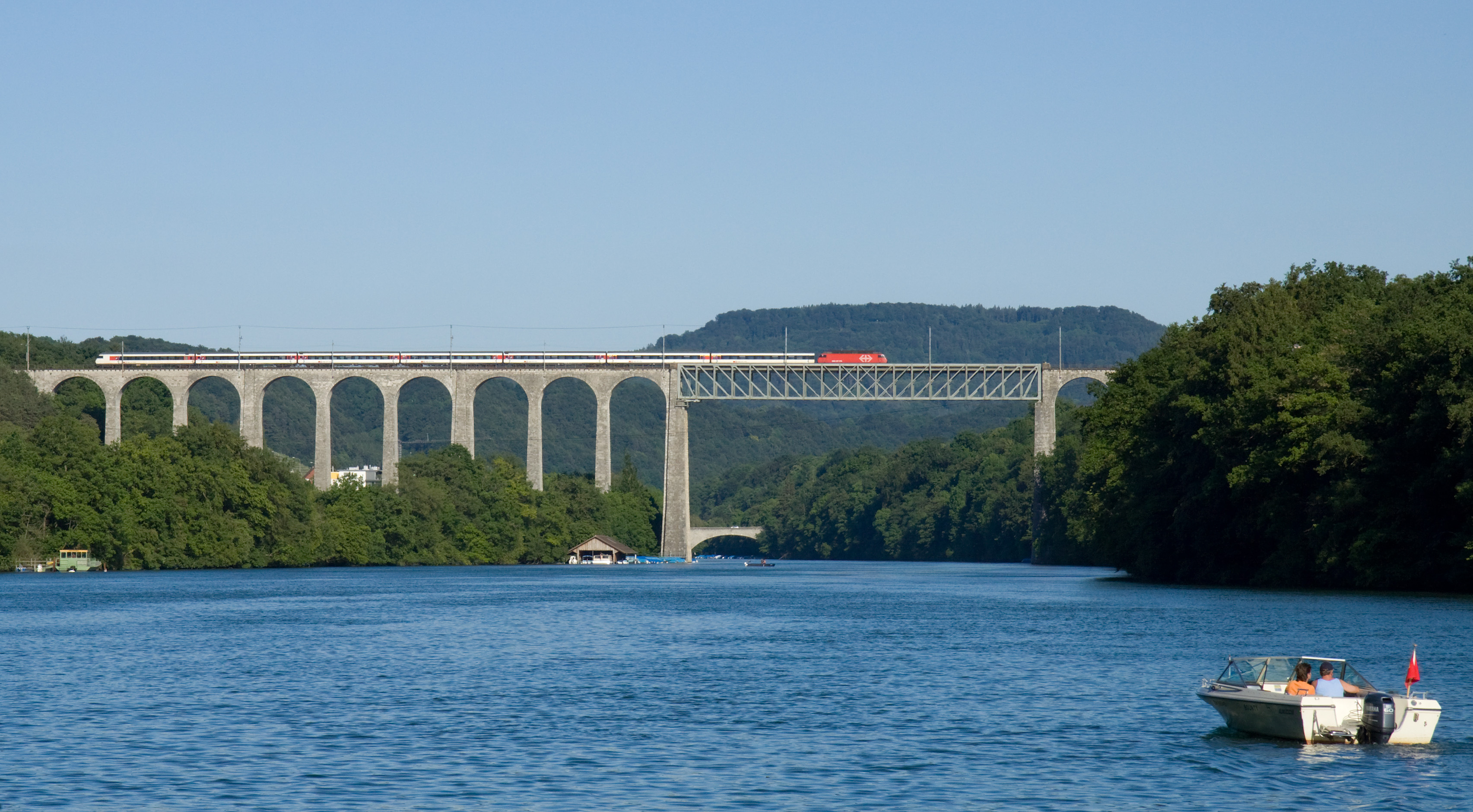
에글리자우 철교는 라인강을 가로질러 에글자우-노이하우젠선을 운반한다.

이 노선은 에글리자우역 서쪽에 있는 빈터투어에서 코블렌츠까지의 교차로에서 시작된다. 교차로에서 단선 노선은 북쪽으로 방향을 틀고 에글리자우 철교를 통해 라인강을 건너 휜트방엔-빌역에 도달한다. 지금은 라인강 북쪽에 있지만, 이 단계의 노선은 여전히 스위스와 취리히주에 있다. 휜트방엔-빌과 다음의 라프츠역 사이에 이 노선은 복선이며, 또한 선로 서쪽의 채석장에 서비스를 제공하는 화물 전용 박차와 연결된다. 라프츠 이후 노선은 독일 국경을 건너기 전에 단일 트랙으로 돌아간다.

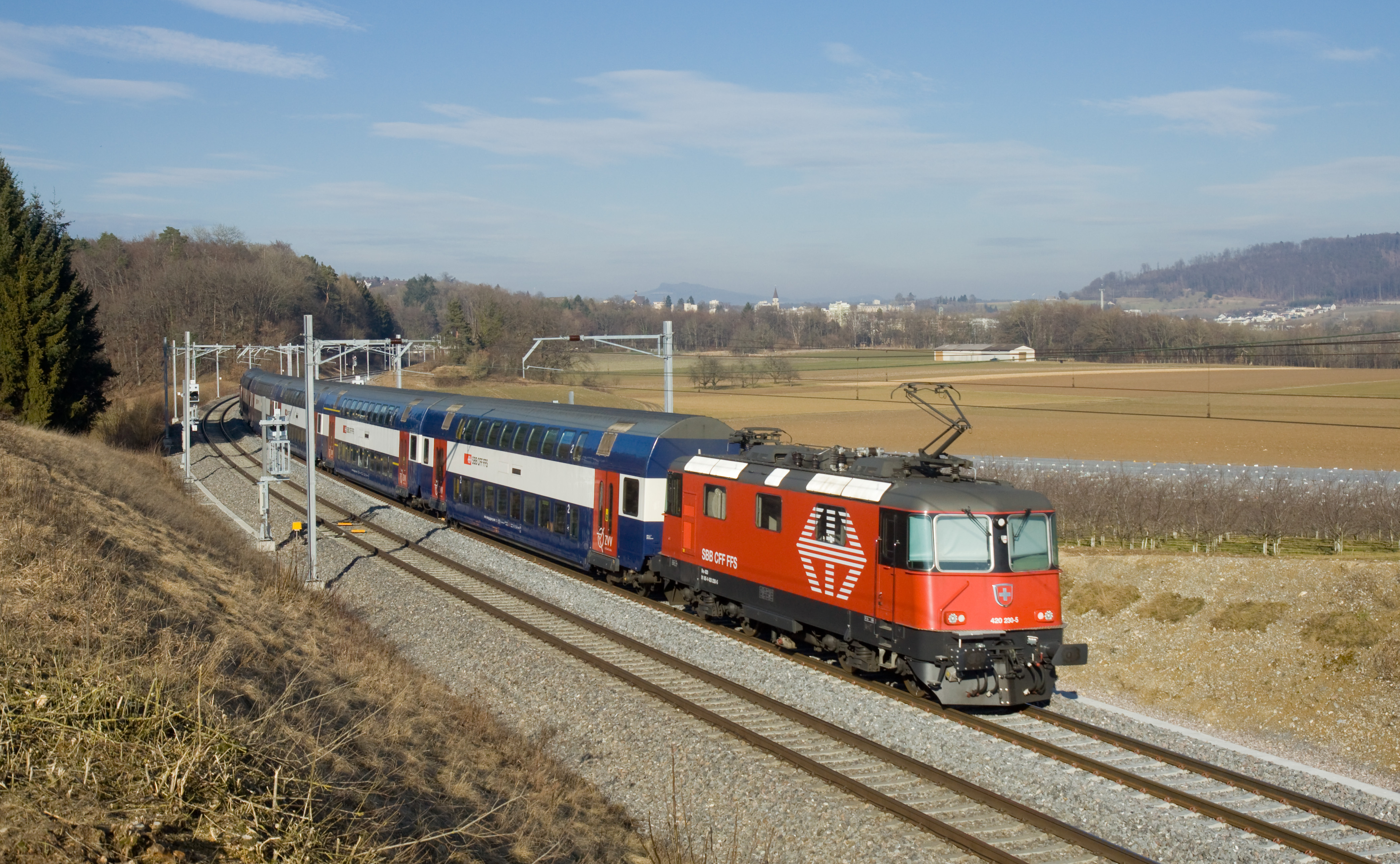
예슈테튼-노이하우젠 간 피크타임 열차

로트슈테튼역은 독일의 첫 번째 역이며, 예슈테튼역이 그 뒤를 잇는다. 두 역 사이의 대략 중간 지점에서 노선은 다시 복선이 된다. 예슈테튼을 떠난 후 노선은 적은 승객수와 독일 당국의 항의에도 불구하고, 2010년에 폐쇄된 이전 알텐부르크-라이나우 역의 부지를 통과한다.

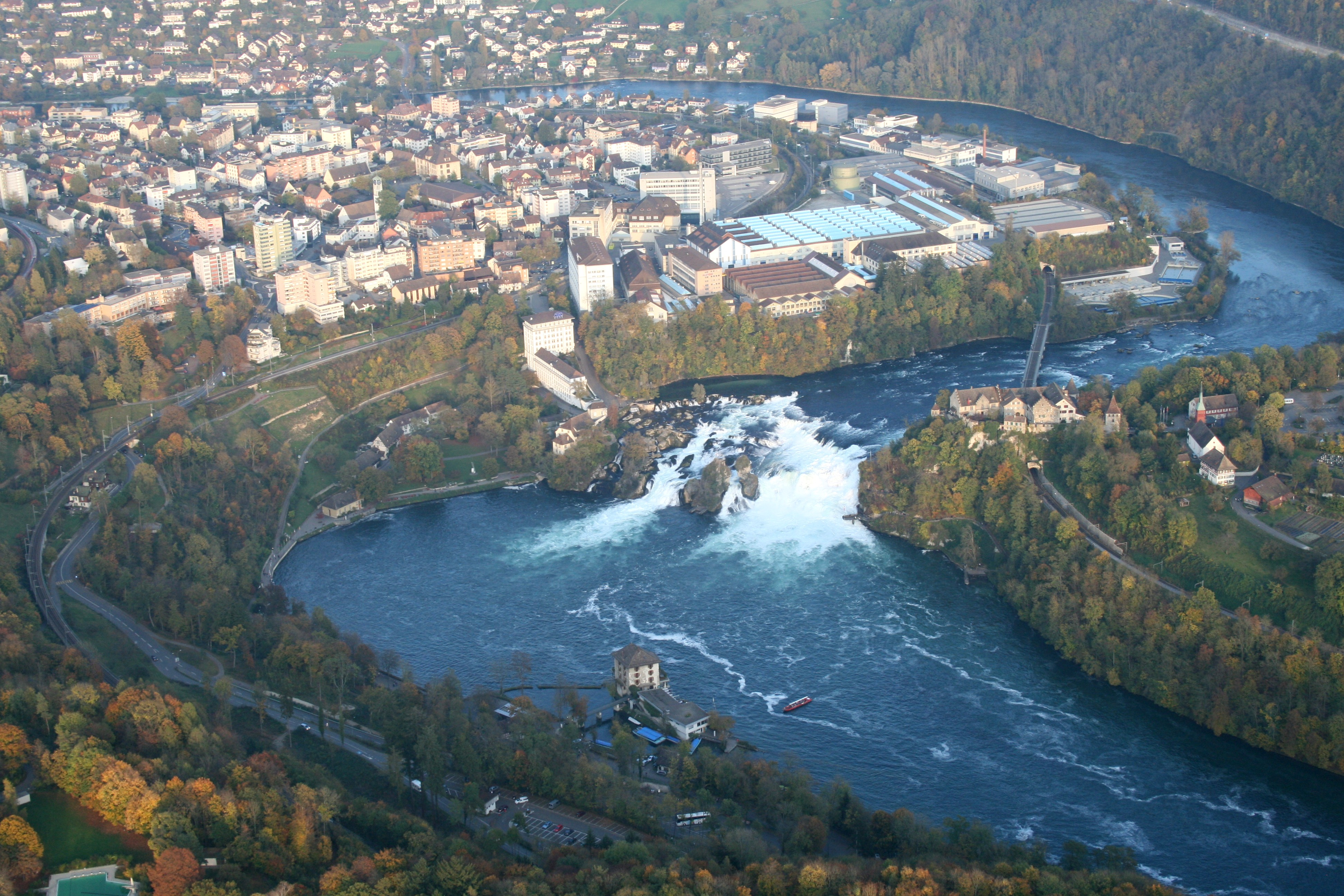
가까운 둑의 에글리자우-노이하우젠선의 라인폭포와 먼 둑의 라인팔선

알텐부르크-라이나우역이 있던 자리 직후에 이 노선은 스위스로 다시 돌아갔지만, 이번에는 샤프하우젠주에서 다시 단일 선로로 돌아간다. 피셔횔츨리 터널을 지나면 노선이 라인강과 유명한 라인 폭포 위의 언덕에 높이 나타난다. 이 연장선 위에 2015년에 개통된 노이하우젠 라인팔역이 있으며, 다리와 엘리베이트의 조합으로 폭포 주변 지역과 연결되어 있다.

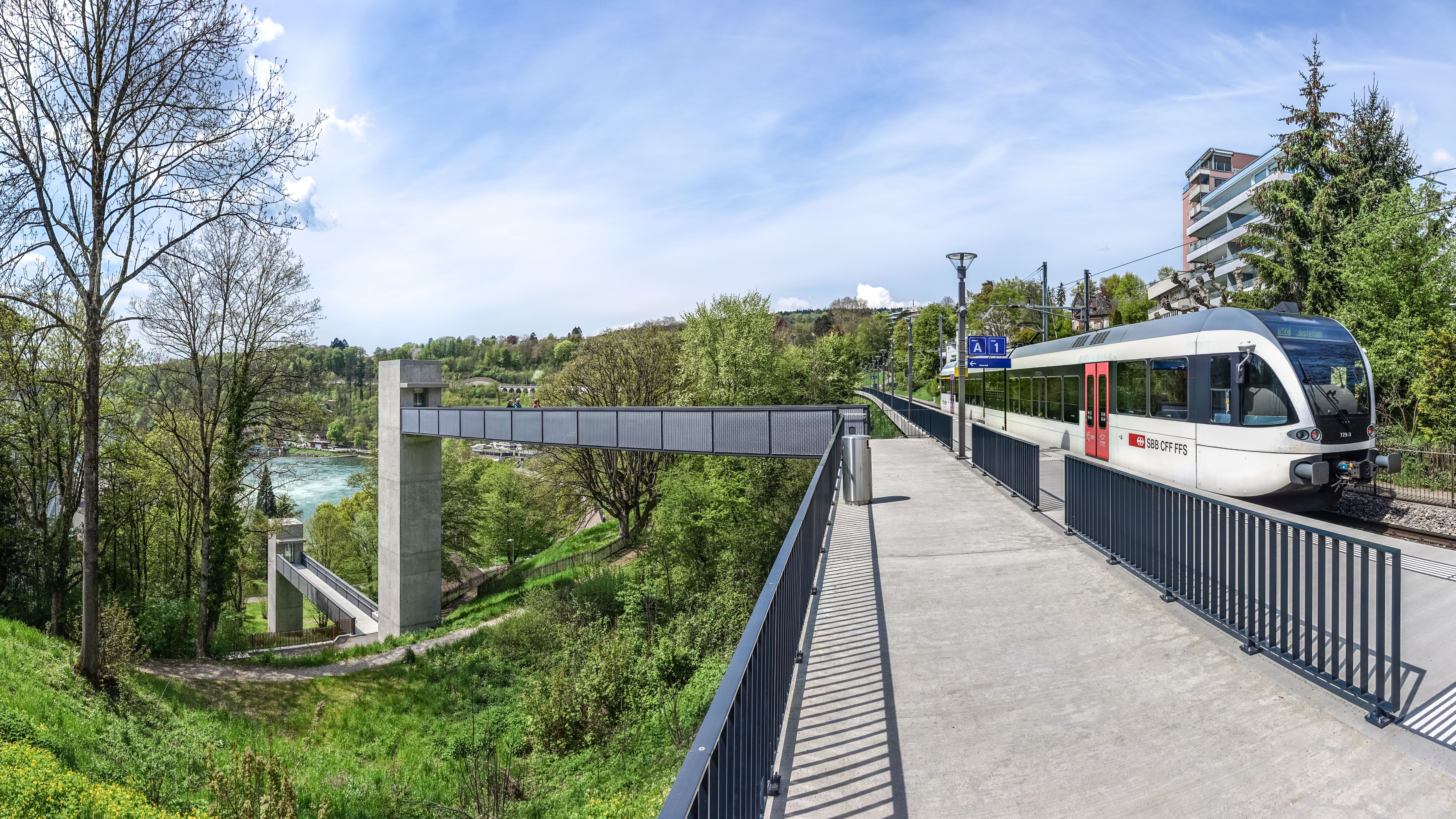
폭포로 통하는 엘리베이트가 있는 노이하우젠 라인팔역

노이하우젠 라인팔역 이후에 이 노선은 노이하우젠 터널을 통과하며, 이전 SIG( Schweizerische Industrie Gesellschaft) 철도 차량 공장 아래를 운행한다. 그런 다음 노이하우젠의 중앙역 바로 앞에서 빈터투어와 샤프하우젠을 연결하는 라인팔선에 합류한다.

## 운행편
이 노선은 취리히와 샤프하우젠 사이의 장거리 여객 열차를 매시간 운행하며, 일부 열차는 프랑크푸르트와 베른까지 운행한다. 취리히 S-반 노선 S9의 열차는 취리히에서 30분 간격으로 라프츠(독일 국경 바로 앞)까지 운행하며, 대체 열차는 샤프하우젠까지 계속 운행된다. 샤프하우젠 S-반 노선은 예슈테튼에서 샤프하우젠까지 지역 서비스를 제공한다. 화물 열차는 또한 독일과 고트하르트선을 연결하는 노선을 사용한다.

## 국경 횡단 운행
독일의 구간을 포함한 전체 노선은 이제 스위스 연방 철도에 속하며, 스위스 철도 규정과 스위스 국내 철도 요금의 적용을 받는다. 독일 영토를 통과하는 노선의 구간은 스위스에 있는 구간을 통과하는 것 외에는 독일 철도망에 대한 철도 연결을 하지 않는다. 예슈테튼과 로트슈테튼은 국경역이며, 독일과 스위스의 지역 교통 요금 구역에 있다.
독일 역에 정차하지 않고, 독일 영토를 통과하는 기차는 열차와 승객들이 기술적으로 스위스 세관 지역을 떠나 유럽 연합 세관 지역으로 들어갔다가 다시 스위스 세관 지역으로 들어가더라도 어느 한 국가의 세관 절차나 제한을 받지 않는다. 이 점에 관한 협정이 양국 간에 체결되어 1936년에 법률이 제정되어 있다. 1840년부터 1935년까지 로트슈테튼, 알텐부르크, 예슈테튼 및 당시 데티그호펜은 독일 세관의 일부가 아닌 세관 배제 구역을 형성한 지역의 일부였다.

## 사건 사고
2015년 2월 20일 오전 6시 43분경, 라프츠에서 인터레기오 열차와 에스반 열차 사이에 충돌이 발생했다. 추돌은 늦게 달리던 인터레기오 열차가 멈추지 않고 라프츠를 통과하던 중 발생했다. S-반 열차가 예슈테튼으로 출발하던 중 S-반 열차 뒤에서 인터레기오 열차가 오는 것과 측면 충돌이 발생했다. 급행은 부분적으로 탈선했지만 커플링은 유지되었고, 객차는 전복되지 않았다. S-반 열차는 클래스 514 전기 다중 장치 514 046-2에 의해 운영되었다. 인터레기오 열차는 클래스 460 087-0 전기 기관차로 견인되었다.

## 미래
2021년 스위스 연방 철도는 예슈테튼과 라프츠 사이의 선로를 두 배로 늘릴 계획을 발표하여 로트슈테튼역에 두 번째 선로와 플랫폼을 도입했다. 이는 2029년까지 취리히와 샤프하우젠 사이에 하루 30분 단위 S-Bahn 서비스의 계획된 도입을 용이하게 할 것이다. 증가된 수용력은 또한 증가된 수의 화물 열차가 경로를 활용하는 것을 가능하게 할 것이다.